# حمود البغيلي
حمود محمد البغيلي الرشيدي من مواليد دولة الكويت عام 1960، شاعر، وإعلامي كويتي.

## نبذه
برز اسم الشاعر حمود البغيلي في أوائل الثمانينات، مشرف واحة الأدب الشعبي في جريدة القبس الكويتية، نشر في الكثير من المجلات الشعرية كمجلة المختلف ومجلة الغدير، وفواصل وأجرى الكثير من اللقاءات الصحفية والتلفزيونية، ممن عاشوا في أزقّة الساحة الشعبية وأمتهنوا الصحافة الشعبية. شاعر له مكانته في الجزيرة العربية، يعتبر من الشعراء الذين أبدعوا في بلورة السياسة في قوالب شعرية مفهومة أصبحت حديث الشارع. مثل قصيدة "الغرب يصنع طائرات وصواريخ"، وكذلك قصيدته: "المشكلة هالحين ماهي فلسطين***المشكلة لبنان راحت وراها".

## أنشطه قام بها
- غنى له العديد من فناني العرب منهم شادي الخليج - نبيل شعيل - سناء الخراز - فرقة التلفزيون الكويتية.
- قدّم وأعد العديد من البرامج التلفزيونية المعنية بالادب الشعبي في تلفزيون الكويت
- مارس القلطة المعروفة بفن المحاورة مع أعمدة شعر المحاورة أمثال.. (مطلق الثبيتي رحمه الله - مستور العصيمي - أحمد الناصر الشايع  - محمد الردعان.. وغيرهم)

## إصدارات
- ديوان مقروء بعنوان (ملحوظة)
- ديوان مقروء بعنوان (قصائد غير مشروعة).
- ديوان مقروء بعنوان (قصائد ملغومة).
- ديوان صوتي مؤخرا بعنوان (الغرب يصنع صواريخ)[2]

## من أشعاره
وقصيدة أخرى له